# Transformada discreta de wavelet
A transformada wavelet discreta é a transformada correspondente à transformada contínua de wavelet para funções discretas. Esta transformada é utilizada para analisar sinais digitais, e também na compressão de imagens digitais. A forma mais simples dessa transformada, conhecida como transformada de Haar foi criada em 1909.
A transformada discreta de wavelet consiste em identificar os parâmetros {\displaystyle c_{k}} e {\displaystyle d_{j,k}},{\displaystyle k\in \mathbb {N} ,j\in \mathbb {N} } da equação:
{\displaystyle f(t)=\sum _{k=-\infty }^{\infty }{c_{k}\phi (t-k)}+\sum _{k=-\infty }^{\infty }{\sum _{j=0}^{\infty }{d_{j,k}\psi (2^{j}t-k)}},}
onde {\displaystyle \phi (t)} e {\displaystyle \psi (t)} são as funções conhecidas respectivamente como wavelet pai (do inglês father wavelet) e wavelet mãe (ver wavelet para mais detalhes sobre a função wavelet mãe). A wavelet pai é na verdade uma função de escala, que depende da wavelet mãe.
Das funções {\displaystyle \phi (t)} e {\displaystyle \psi (t)} podemos calcular as seqüências {\displaystyle h=\{h_{n}\}_{n\in \mathbb {Z} }} e
{\displaystyle g=\{g_{n}\}_{n\in \mathbb {Z} }}:
{\displaystyle h_{n}=\langle \psi _{0,0},\,\phi _{1,n}\rangle } e {\displaystyle \psi (t)={\sqrt {2}}\sum _{n\in \mathbb {Z} }h_{n}\phi (2t-n)}
e
{\displaystyle g_{n}=\langle \phi _{0,0},\,\phi _{1,n}\rangle } e {\displaystyle \phi (t)={\sqrt {2}}\sum _{n\in \mathbb {Z} }g_{n}\phi (2t-n)}.
Estas duas seqüências são a base da transformada discreta de wavelet.

## Bancos de filtros

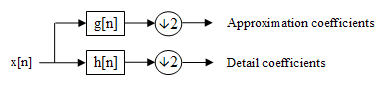
Banco de filtros da transformada discreta de wavelet.

A maneira mais comum de se calcular a transformada discreta de wavelet é através da aplicação de bancos de filtros onde o filtro determinado pelos coeficientes {\displaystyle h=\{h_{n}\}_{n\in \mathbb {Z} }} corresponde a um filtro passa-altas e o filtro {\displaystyle g=\{g_{n}\}_{n\in \mathbb {Z} }} a um filtro passa-baixas (conforme imagem ao lado).
Os filtros {\displaystyle h} e {\displaystyle g} são operadores lineares, que podem ser aplicados no sinal digital de entrada {\displaystyle x} como uma convolução:
{\displaystyle c(n)=\sum \limits _{k}g(k)x(n-k)=g\star x}
e
{\displaystyle d(n)=\sum \limits _{k}h(k)x(n-k)=h\star x.}
O sinal {\displaystyle c(n)=\{c_{n}\}_{n\in \mathbb {Z} }} é conhecido como aproximação e o sinal {\displaystyle d(n)=\{d_{n}\}_{n\in \mathbb {Z} }} como diferença ou detalhe.

### Sub-amostragem
O operador {\displaystyle (\downarrow 2)} é o operador de sub-amostragem (do inglês downsampling). Este operador aplicado a uma função discreta (uma seqüência) reduz o seu número de elementos pela metade, recuperando apenas os elementos em posições pares:
{\displaystyle (\downarrow 2)x(n)={x_{0},x_{2},x_{4},...}.\,}
O uso de filtros ortogonais nos permite recuperar o sinal original (reconstrução perfeita do sinal) apesar da perda de dados devido à sub-amostragem. Filtros bi-ortogonais também são capazes de reconstruir perfeitamente o sinal mesmo após a sub-amostragem.

### Encadeamento de bancos de filtros

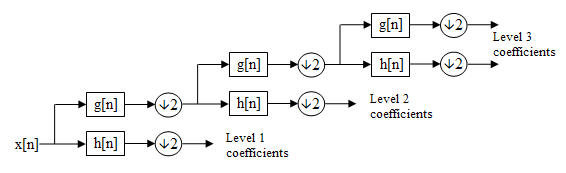
Encadeamento de bancos de filtros com sub-amostragem.

A decomposição com o filtro acima decompõe o sinal em apenas duas faixas de freqüência. Podemos encadear uma série de bancos de filtros, usando a operação de sub-amostragem para proporcionar a divisão da freqüência de amostragem por 2 (como visto na figura ao lado) a cada novo banco de filtros encadeado.
Assim, temos um sinal de detalhe específico para cada faixa de freqüência na nossa etapa de análise do sinal.

## Transformada inversa
A transformada discreta inversa de wavelet consiste em aplicar os filtros inversos no sinal decomposto, e juntar novamente as duas (ou mais) bandas de freqüência do sinal. No caso dos filtros ortogonais, os filtros inversos {\displaystyle h'} e {\displaystyle g'} podem ser obtidos como:
- o filtro {\displaystyle g'} é o reverso do filtro {\displaystyle g} (filtro {\displaystyle g} com os coeficientes invertidos):

{\displaystyle g'=(g'_{1},g'_{2},...,g'_{N})=(g_{N},g_{N}-1,...,g_{1}).}
- o filtro {\displaystyle h'} é igual ao filtro {\displaystyle g} com os sinais dos elementos pares invertidos:

{\displaystyle h'=(h'_{1},h'_{2},...,h'_{n},...,h'_{N})=(g_{1},-g_{2},...,(-1)^{n+1}g_{n},...,(-1)^{N+1}g_{N}).}
Antes de se recompor o sinal, entretanto, é necessário aplicar o operador de super-amostragem {\displaystyle (\uparrow 2)} nas seqüências decompostas {\displaystyle h'} e {\displaystyle d'}.

### Super-amostragem
O operador de super-amostragem (do inglês upsampling) que usamos na transformada inversa corresponde simplesmente a acrescentar zeros nas posições que foram eliminadas pela sub-amostragem:
{\displaystyle (\uparrow 2)s=(s'_{1},s'_{2},s_{3},...,s'_{2N-1},s'_{2N})=(s_{1},0,s_{2},...,s_{N},0)}

## Exemplo de implementação
Abaixo um exemplo de implementação em python da transformada discreta de wavelet usando bancos de filtros:
```
#!/usr/bin/python

# coding: utf-8

import
 
math

# Coeficientes dos wavelets de Daubechies.

D6
=
[
4.70467210E-01
,
1.14111692E+00
,
6.50365000E-01
,
-
1.90934420E-01
,
-
1.20832210E-01
,
4.98175000E-02
]

D6
 
=
 
[
x
/
math
.
sqrt
(
2.0
)
 
for
 
x
 
in
 
D6
]

sq3
 
=
 
math
.
sqrt
(
3.0
)

D4
 
=
 
[
1
 
+
 
sq3
,
 
3
+
sq3
,
 
3
-
sq3
,
 
1
-
sq3
]

D4
 
=
 
[
x
/
(
4
*
math
.
sqrt
(
2
))
 
for
 
x
 
in
 
D4
]

D2
 
=
 
[
1.0
/
math
.
sqrt
(
2
),
 
1.0
/
math
.
sqrt
(
2
)]

def
 
make_filters
(
h0
):

    
"""

        Deriva os filtros passa alta e os filtros reversos

        a partir do filtro passa baixa.

    """

    
f0
 
=
 
reverse
(
h0
)

    
f1
 
=
 
mirror
(
h0
)

    
h1
 
=
 
reverse
(
f1
)

    
return
 
(
h0
,
 
h1
,
 
f0
,
 
f1
)

def
 
reverse
(
h
):

    
"""

        Inverte os elementos de um vetor

    """

    
return
 
reversed
(
h
)

def
 
mirror
(
h
):

    
"""

        Troca o sinal dos elementos em posições

        ímpares.

    """

    
return
 
[
x
 
*
 
(
-
1
)
**
i
 
for
 
i
,
x
 
in
 
enumerate
(
h
)]

def
 
downsample
(
h
):

    
"""

        Retira o segundo elemento de cada dois.

    """

    
return
 
h
[::
2
]

def
 
upsample
(
h
):

    
"""

        Intercala o número 0 entre os valores de um vetor.

    """

    
ret
 
=
 
[]

    
for
 
x
 
in
 
h
:

        
ret
.
extend
([
x
,
 
0
])

    
return
 
ret

def
 
add
(
v1
,
 
v2
):

    
"""

        soma os elementos de dois vetores.

    """

    
return
 
(
a
+
b
 
for
 
a
,
b
 
in
 
zip
(
v1
,
 
v2
))

def
 
rotate_left
(
v
,
 
size
):

    
"""

        Usado para compensar o desvio temporal do

        banco de filtros

    """

    
return
 
v
[
size
:]
 
+
 
v
[:
size
]

def
 
convolution
(
filter
,
 
data
):

    
"""

        Calcula uma convolução discreta de dois vetores.

    """

    
return
 
[
sum
(
data
[(
i
-
j
)
 
%
 
len
(
data
)]
 
*
 
filter
[
j
]

                
for
 
j
 
in
 
range
(
len
(
filter
)))

            
for
 
i
 
in
 
range
(
len
(
data
))]

def
 
dwt
(
data
,
 
filter
):

    
"""

        Decompõe um sinal usando a transformada

        discreta de wavelet aplicada recursivamente

        (encadeamentode bancos de filtros) conforme

        visto em:

        http://pt.wikipedia.org/wiki/Transformada_discreta_de_wavelet

    """

    
(
h0
,
 
h1
,
 
f0
,
 
f1
)
 
=
 
make_filters
(
filter
)

    
alfa
 
=
 
list
(
data
)

    
beta
 
=
 
[]

    
while
 
len
(
alfa
)
 
>
 
len
(
filter
):

        
tmp
 
=
 
downsample
(
rotate_left
(
convolution
(
h1
,
 
alfa
),
len
(
filter
)
-
1
))

        
alfa
 
=
 
downsample
(
rotate_left
(
convolution
(
h0
,
 
alfa
),
len
(
filter
)
-
1
))

        
beta
 
=
 
tmp
 
+
 
beta

    
return
 
alfa
 
+
 
beta

def
 
idwt
(
data
,
 
filter
):

    
"""

        Recompõe o sinal decomposto pela DWT, conforme:

        http://pt.wikipedia.org/wiki/Transformada_discreta_de_wavelet

    """

    
(
h0
,
 
h1
,
 
f0
,
 
f1
)
 
=
 
make_filters
(
filter
)

    
size
 
=
 
1

    
while
 
size
 
<
 
len
(
filter
):

        
size
 
*=
 
2

    
size
 
/=
 
2

    
ret
 
=
 
list
(
data
)

    
while
 
size
 
<
 
len
(
data
):

        
alfa
 
=
 
convolution
(
f0
,
 
upsample
(
ret
[:
size
]))

        
beta
 
=
 
convolution
(
f1
,
 
upsample
(
ret
[
size
:
2
*
size
]))

        
ret
 
=
 
add
(
alfa
,
 
beta
)
 
+
 
ret
[
2
*
size
:]

        
size
 
*=
 
2

    
return
 
ret

filter
 
=
 
D6

(
h0
,
 
h1
,
 
f0
,
 
f1
)
 
=
 
make_filters
(
filter
)

data
 
=
 
[
53
,
75
,
97
,
29
,
11
,
33
,
44
,
66
,
88
,
130
,
62
,
33
,
674
,
45
,
36
,
67
]

ret
 
=
 
dwt
(
data
,
 
filter
)

print
 
ret

ret
 
=
 
idwt
(
ret
,
 
filter
)

print
 
ret

```